# Черемшанка (Клявлинский район)
Черемша́нка — посёлок в Клявлинском районе Самарской области. Входит в состав сельского поселения станция Клявлино.

## История
В 1973 году указом Президиума Верховного Совета РСФСР посёлок Заготскот переименован в Черемшанку.

## Население
| 2010 |
| ---- |
| 47   |

## Улицы
В посёлке имеется одна улица: Поселковая. 